# Белш
Белш (алб. Belsh, також Belshi, рідко Belesh або Beleshi) — невелике місто у центральній Албанії з населенням 8781 (станом на 2011 р). Це третє за розміром місто в окрузі Ельбасан. Белш знаходиться приблизно у 25 км на північний захід від міста Ельбасан.

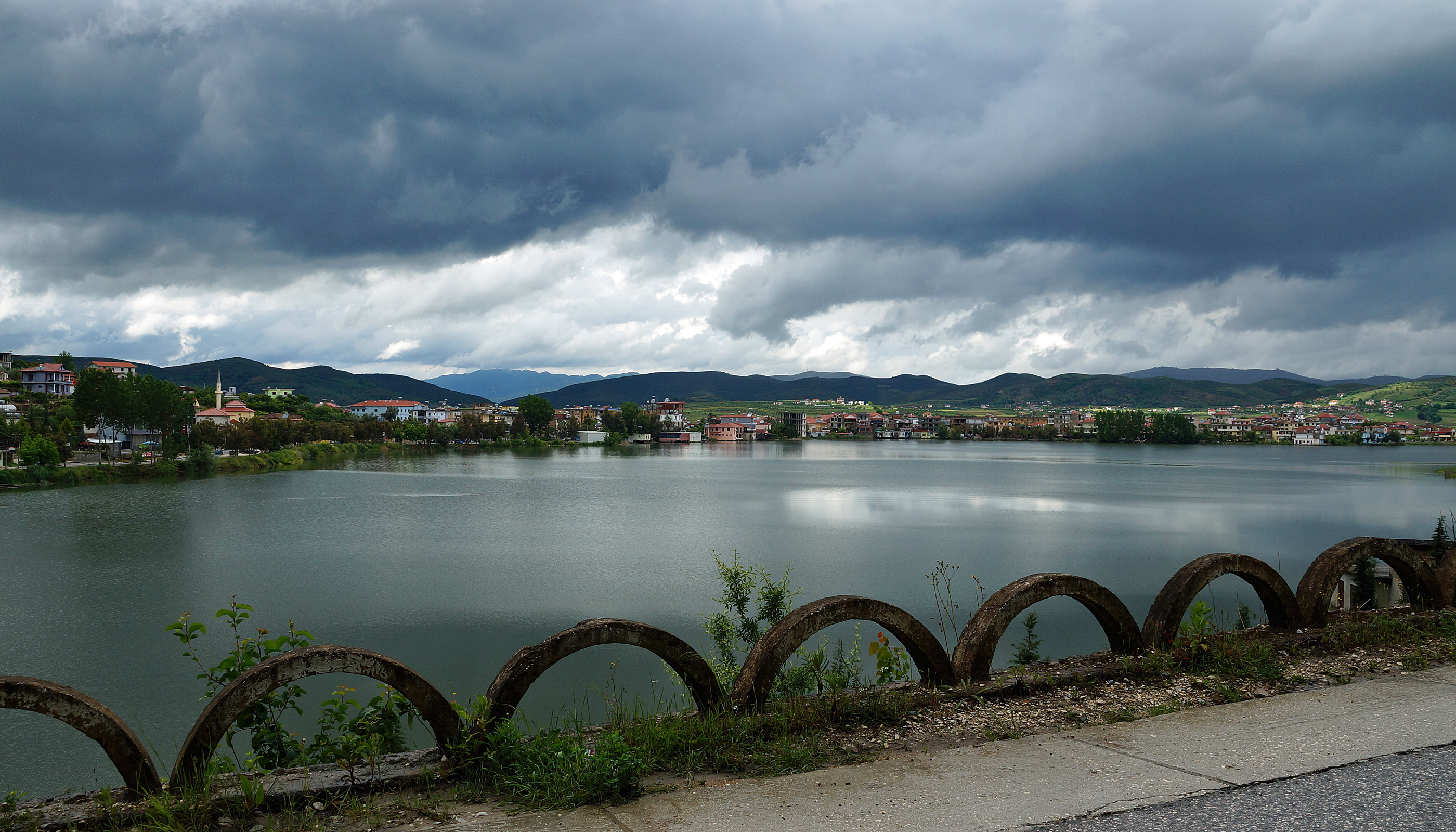
Вид на озеро міста

Регіон Белш був заселений ще у глибоку давнину, біля нього знайденні численні залишки іллірійців. Пізніше тут знаходилась грецька колонія, місцевість процвітала у часи Римської імперії завдяки близькій відстані до Егнатієвої дороги. Трохи далі на південь знаходився храм, який був присвячений Афродиті. У сусідньому озері були знайдено багато керамічних товарів, що були потоплені там на честь богині. У VI столітті укріплене древнє місто було зруйноване вторгненням слов'ян.
У сучасному Белші є середня школа і лікарня.
Навколо Белша розташовані численні сільськогосподарські землі. Вважається, що у селі Dumrea (біля Белша), також знаходяться газові родовища.